# بولشترینگن
بولشترینگن (به آلمانی: Bülstringen) یک شهر در آلمان است که در Börde واقع شده‌است. بولشترینگن ۹۴۶ نفر جمعیت دارد.